# 甄皇后 (遼)
甄皇后（しんこうごう）は、遼（契丹）の世宗の皇后。

## 経歴
容姿が美しく、はじめ後唐の宮人となった。世宗が太宗に従って南征して彼女を得ると、寵愛することはなはだ厚く、寧王耶律只没耶律只没を生んだ。世宗が即位すると、皇后に立てられた。
宮廷の統制にはきまりを重んじて、私情をはさむことがなかった。軍事や国事についても助言したが、世宗に用いられることはなかった。天禄5年（951年）、耶律察割が乱を起こすと、皇后は世宗とともに殺害された。景宗が即位すると、皇后の遺体は懐節蕭皇后とともに医巫閭山に葬られ、陵寝の側に廟が建てられた。

## 伝記資料
- 『遼史』巻71 列伝第1